# Teinobasis scintillans
Teinobasis scintillans là một loài chuồn chuồn kim trong họ Coenagrionidae.
Teinobasis scintillans được Lieftinck miêu tả khoa học năm 1932.